# Cipada (Cikalong Wetan)
Cipada is een bestuurslaag in het regentschap Bandung Barat van de provincie West-Java, Indonesië. Cipada telt 7148 inwoners (volkstelling 2010).